# Dziewczyna, która podeptała chleb
Dziewczyna, która podeptała chleb (duń. Pigen, som traadte paa Brødet, współ. duń. Pigen, som trådte på brødet) – baśń literacka autorstwa Hansa Christiana Andersena, wydana po raz pierwszy w 1859 roku.

## Historia
Można powiedzieć o czterech aspektach interpretacyjnych zauważanych przez literaturoznawców w andersenowskiej baśni o Dziewczynie, która podeptała chleb: moralnym, religijnym, psychoanalitycznym i kulturowym.
Utwór jest przykładem literackiej adaptacji motywów ludowych, które pisarz przekształcił w moralistyczną opowieść z elementami chrześcijańskimi i psychoanalitycznymi. Autor oparł się na znanej sobie opowieści ludowej, która istniała w formie ballady, choć nie zachowały się jej drukowane wersje. W pierwotnej wersji dziewczyna, aby nie zabrudzić butów, staje na bochenku chleba, co prowadzi do jej ukarania: chleb zamienia się w kamień i wciąga ją do bagna, gdzie znika. Andersen, znając tę historię, postanowił ją rozwinąć, dodając wątek odkupienia. Odzwierciedla to jego twórcze podejście do tradycyjnych motywów znane z innych baśni pisarza. Intencje autora zostały wyrażone i zachowały się w jego osobistych notatkach.
Współczesne badania literaturoznawcze prezentują różnorodne spojrzenia na baśń, skupiając się na jej moralnych, religijnych i psychoanalitycznych aspektach. Jednym z kluczowych wątków jest interpretacja baśni jako lekcji moralnej przeciwko próżności i marnotrawstwu jedzenia, szczególnie chleba, który w kulturze skandynawskiej i chrześcijańskiej ma głębokie znaczenie symboliczne, powiązane z sakramentem eucharystii. Baśń wykorzystuje motywy chrześcijańskie, takie jak grzech i odkupienie, gdzie Inger musi odpokutować swoje winy przez cierpienie i dobre uczynki, takie jak zbieranie okruchów chleba, które ostatecznie równoważą wagę zdeptanego bochenka. To prowadzi do jej przemiany i wzniesienia się do nieba, symbolizowanego przez ptasi, beztroski lot w stronę słońca. W sensie perspektywy psychologicznej, utwór, podobnie jak Czerwone buciki, pokazuje potępienie próżności u dziewcząt. Przy takim podejściu do baśni jej przesłanie widziane jest w kontekście dynamiki edypalnej i zakazu narcyzmu kobiecego. Działania Inger i jej kara odzwierciedlają konflikt psychologiczny związany z rozwojem płciowym i rolami płciowymi.
Baśń została po raz pierwszy opublikowana w Kopenhadze 24 marca 1859 roku przez wydawnictwo C. A. Reitzel w antologii Nowe baśnie i opowieści. Pierwsza Seria. Trzecia Kolekcja. 1859 (duń. Nye Eventyr og Historier. Første Række. Tredie Samling. 1859). Wznowiono ją za życia Andersena w 1870 roku.

## Polskie przekłady
Baśń była tłumaczona na język polski z języka niemieckiego:
- 1900 – O dziewczynce, która chleb deptała: Maria Glotz (tłum.): Nowe powieści zarodziejskie Andersena. T. 1. Warszawa. Brak numerów stron w książce
- 1929 – O dziewczynce, która deptała chleb – przekład Franciszka Mirandoli, wydany w Poznaniu.
- 1931 – Dziewczyna, która podeptała chleb: Stefania Beylin (tłum.): Baśnie. Warszawa. Brak numerów stron w książce
- 1939 – O dziewczynce, która podeptała chleb, w tłum. Janiny Colonna-Walewskiej (oprac.), Baśnie Andersena dla dzieci, Warszawa
- 1946 – O dziewczynce, która nadepnęła na chleb, Czesław Kędzierski (tłum.): Bajki. Poznań. Brak numerów stron w książce
- 2006 – Dziewczyna, która podeptała chleb w tłum. z duńskiego Bogusławy Sochańskiej, Baśnie i opowieści. T. I: 1830–1850, Poznań.

## Fabuła
Inger jest niedobrą dziewczynką, ma podły charakter. Lubi znęcać się nad owadami. Będąc podlotkiem, okazuje się być jeszcze gorszą. Jest jednak ładna. Trafia na wychowanie i służbę do zamożnych państwa, bo jej matka jest biedną kobietą. Wysłana przez chlebodawców, by odwiedzić matkę, wstydzi się jej, widząc ją pod lasem z nazbieranym chrustem. Nawet do niej nie podchodzi. Innym razem dostaje bochen chleba, by go zanieść starym rodzicom. Idąc, napotyka błoto i kałuże. By nie zbrudzić ślicznych butów, rzuca chleb w błoto, by po nim przejść. Gdy go następuje, zapada się razem z nim w bagnisku. Na wierzchu pojawiają się tylko bąbelki.
Pod ziemią trafia do bagiennej wiedźmy „warzącej piwo na bagnach”. Ta warzelnie jest miejscem strasznym, szambo przy niej to raj. Wszędzie unosi się wstrętna woń, pełzają zaskrońce i siedzą oślizgłe ropuchy. Bochen wciąga tam przytwierdzoną Inger za nogę, jak bursztyn przyciąga kawałek słomki. Z warzelni dziewczyna trafia do przedsionka piekła, zabrana na pamiątkę przez prababkę diabła. Inger stoi tam cała pokryta szlamem i ropuchami. Na szyi dynda jej zaskroniec. Jest głodna. Po twarzy chodzą jej muchy. Nie mogą odlecieć, bo nie maja skrzydełek. Ingrid odczuwa pustkę wewnętrzną, istna depresja. Odczuwa straszne cierpienie. Wszystko to za nieszanowanie darów Bożych. Zaczyna prawdziwie nienawidzić wszystkich ludzi. Słyszy, jak na świecie opowiadają o jej przypadku dzieciom na przestrogę. Tylko jednej dziewczynce robi się jej żal. Dziewczynka wyraża pragnienie, by Ingrid poprosiła o wybaczenie.
Po wielu latach, będąc nad grobem, kobieta przypomina sobie o Ingrid. Gdy trafia do nieba, pochyla się nad jej losem. Zdarza się cud. Ingrid zostaje uwolniona z przedsionka piekła i wzlatuje na ziemię jako mały ptaszek. Zaczyna dzielić się z innymi znalezionymi kruszynami. Aż z tych podzielonych okruszków robi się cały bochen. Ingrid nie jest już małym szarym ptaszkiem, tylko rybitwą wzlatującą ku słońcu.

## Galeria

Ilustracje baśni Dziewczyna, która podeptała chleb
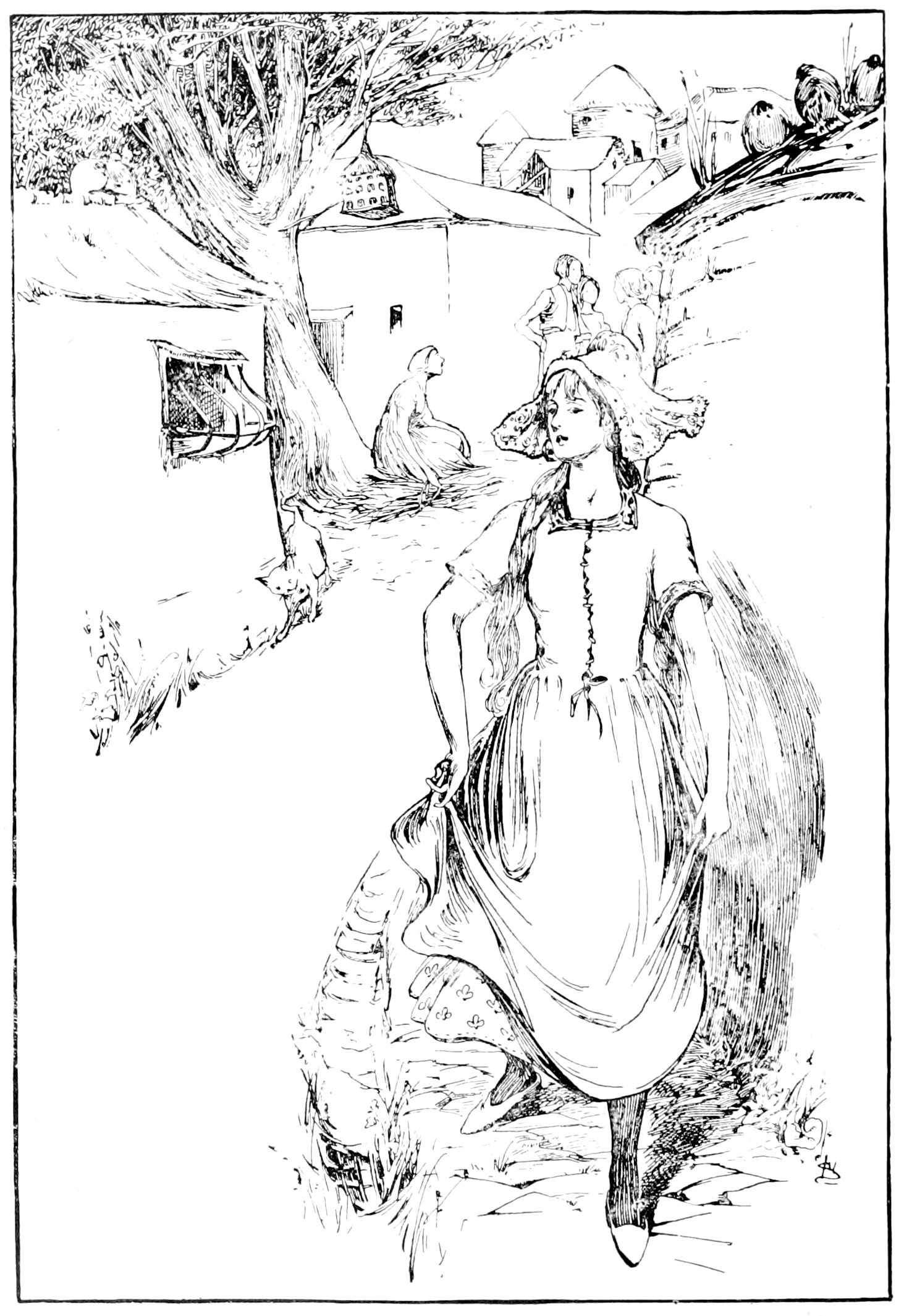
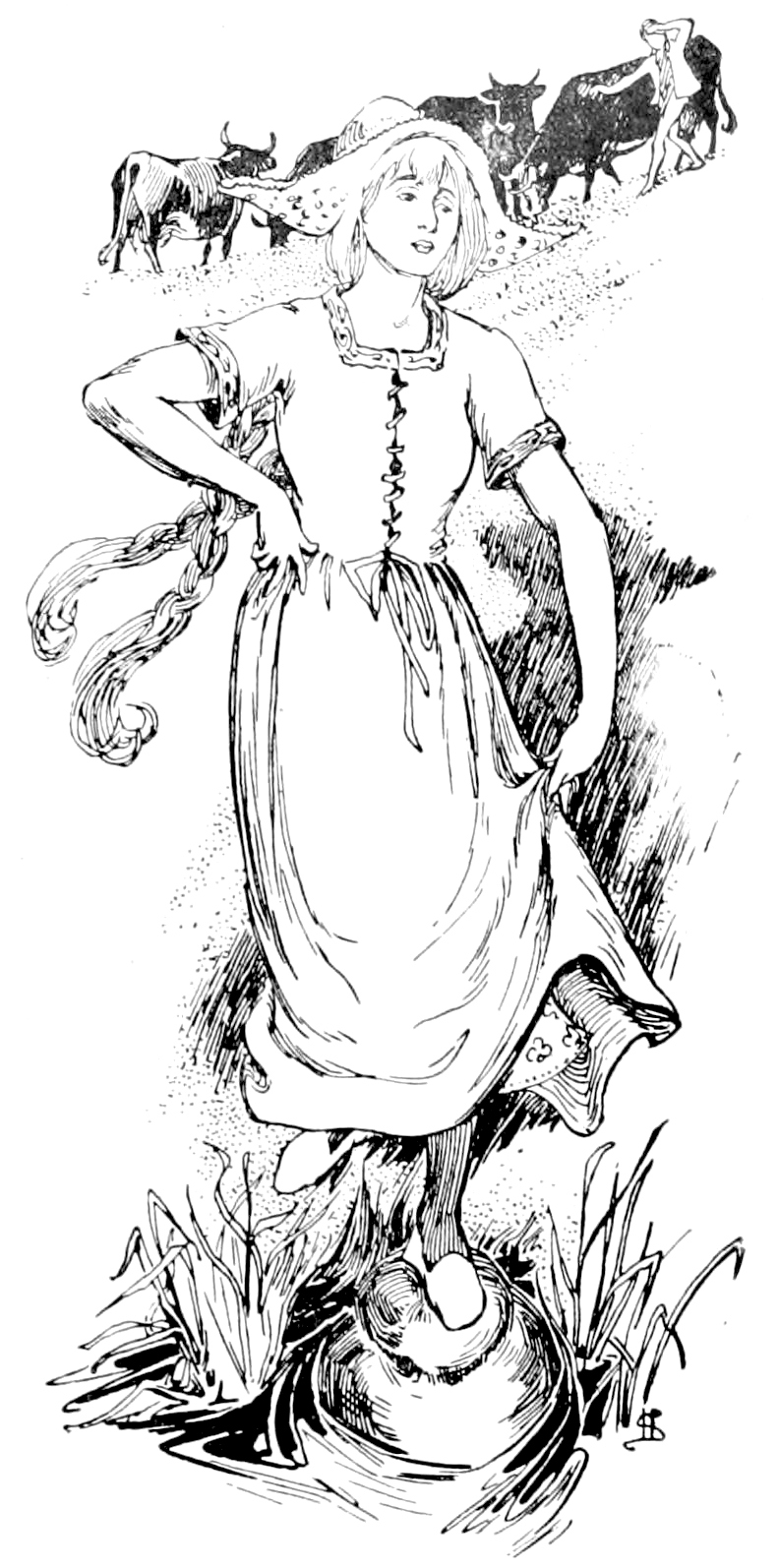
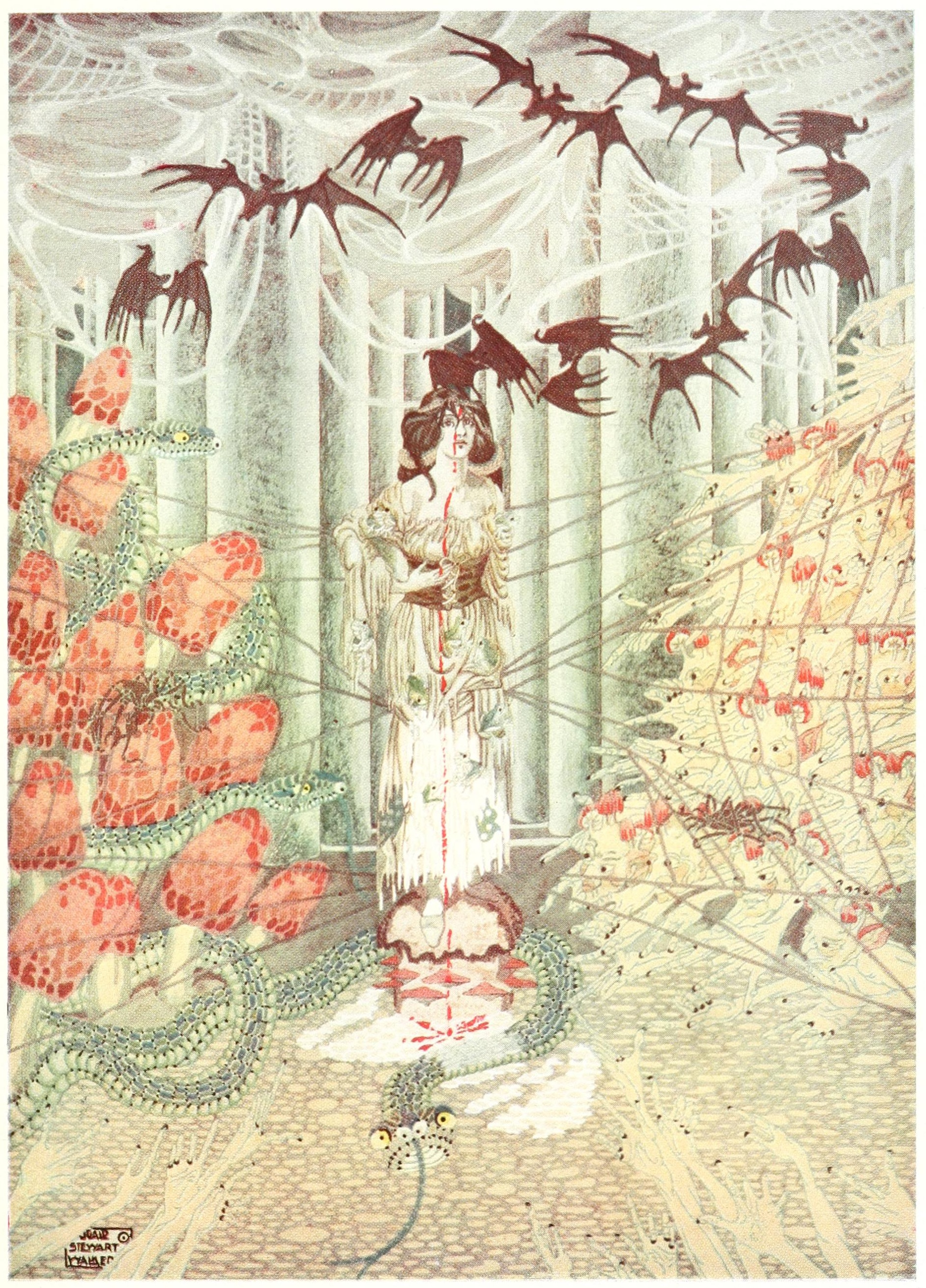
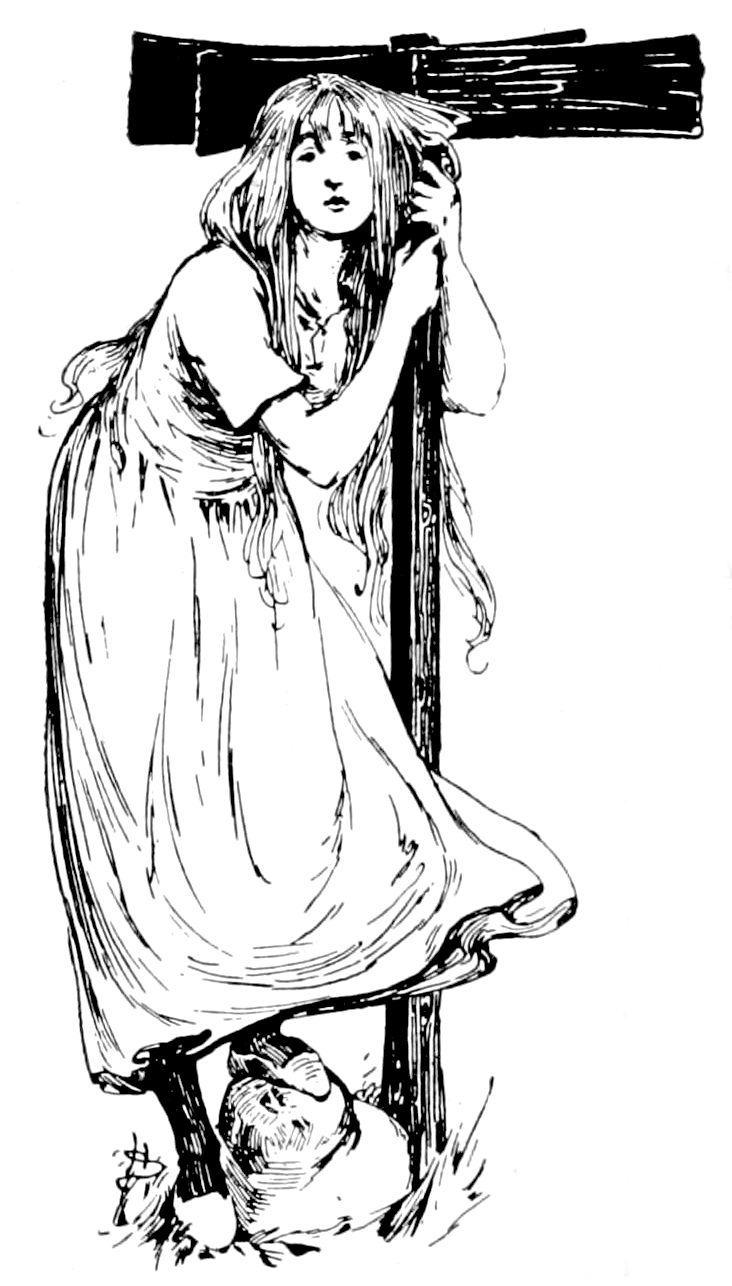

## Adaptacje
- 1995 – trzydziestominutowy spektakl telewizyjny O dziewczynie, która podeptała chleb na podstawie baśni Andersena, w reżyserii Agnieszki Lipiec-Wróblewskiej, wyprodukowany przez Akson Studio dla TVP[8][9].